# Kjula socken
Kjula socken i Södermanland ingick i Österrekarne härad och är sedan 1971 en del av Eskilstuna kommun, från 2016 inom Kafjärdens distrikt.
Socknens areal är 74,24 kvadratkilometer, varav 73,77 land. År 1949 fanns här 1 180 invånare. Orten och godset Ribbingelund samt tätorten och kyrkbyn Kjulaås med sockenkyrkan Kjula kyrka ligger i socknen.  

## Administrativ historik
Kjula socken har medeltida ursprung. 
Vid kommunreformen 1862 övergick socknens ansvar för de kyrkliga frågorna till Kjula församling och för de borgerliga frågorna till Kjula landskommun. Landskommunen inkorporerades 1952 i Kafjärdens landskommun som 1971 uppgick i Eskilstuna kommun. Församlingen uppgick 1995 i Kafjärdens församling.
1 januari 2016 inrättades distriktet Kafjärden, med samma omfattning som Kafjärdens församling fick 1995, och vari detta sockenområde ingår.
Socknen har tillhört län, fögderier, tingslag och domsagor enligt vad som beskrivs i artikeln Österrekarne härad.  De indelta soldaterna tillhörde Södermanlands regemente, Öster Rekarne kompani.

## Geografi
Kjula socken ligger sydost om Eskilstuna med Kjulaåsen löpande från norr till söder. Socknen södra och central delar är skogsbygd och norr om en förkastning ligger slättbygd på Mälarslätten.

## Fornlämningar

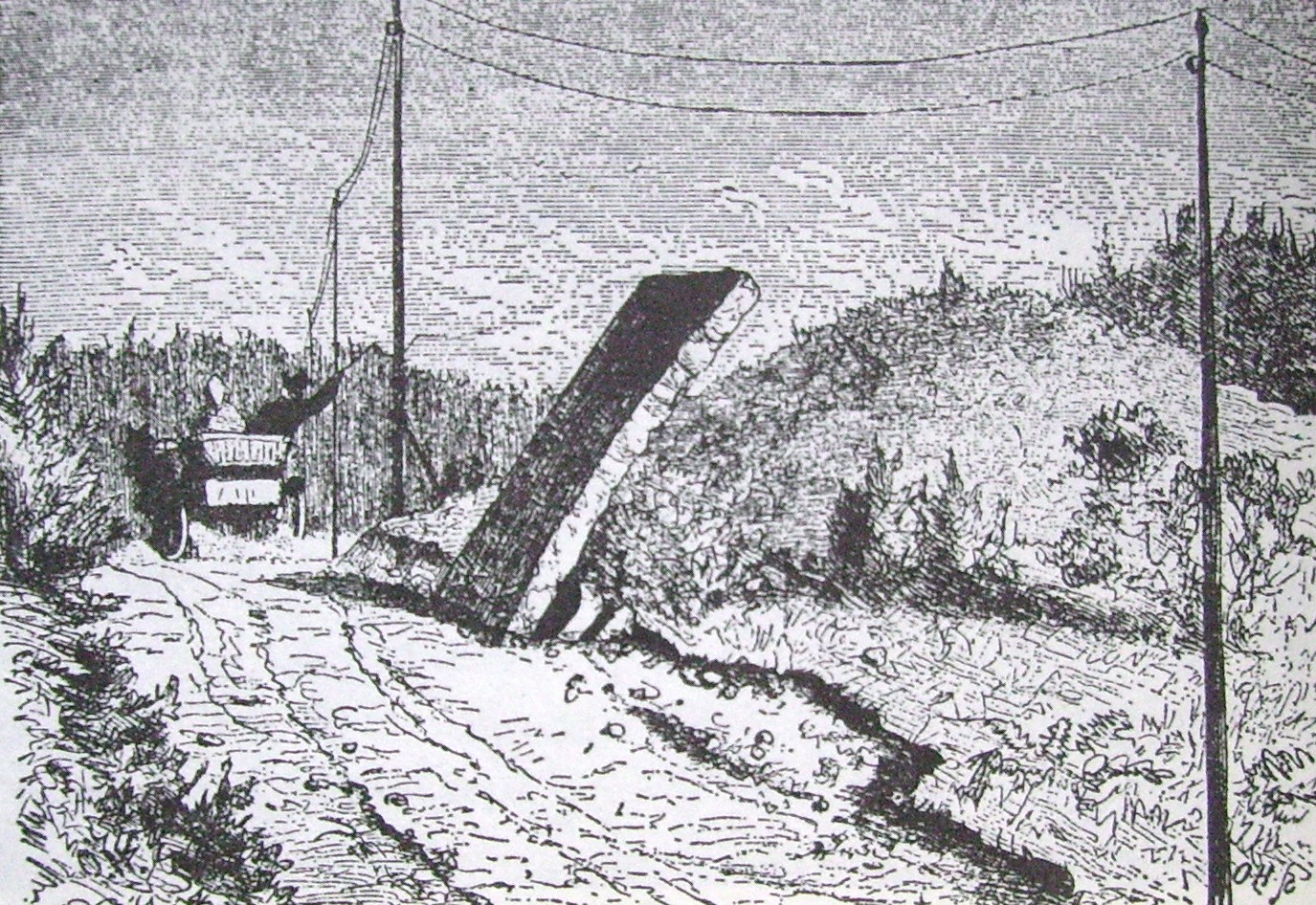
Kungshållet på Kjulaåsen, Österrekarne härads gamla tingsplats. Teckning från 1860-talet av Olof Hermelin.

Från järnåldern finns 20 gravfält och en fornborg. Tre runristningar har påträffats. Här ligger också Kungshållet på Kjulaåsen, Österrekarne härads gamla tingsplats.

## Namnet
Namnet (1257 Kiulum) kommer från kyrkbyn. Namnet innehåller kiul, 'skepp; något välvt; välvd höjd' syftande på Kjulaåsen vid kyrkan som här kan likans vid en köl.